# Ordem profissional
Uma ordem profissional é uma organização que, num determinado território, reúne todos os membros de uma mesma profissão, profissão que pode ser exercida geralmente de forma liberal e que assegura uma forma de regulamentação da profissão em questão.
Ao contrário de um sindicato ou de uma associação profissional, a filiação numa ordem profissional não é facultativa, mas uma obrigação para o profissional, uma vez que a inscrição na ordem é condição necessária para o exercício da profissão.
Estas associações existem desde antes do século XVI. Por exemplo, no Reino Unido, o Royal College of Physicians recebeu a sua carta real (royal charter) em 1518, com o "poder de conceder licenças a quem tivesse qualificações reais e de punir todos os profissionais não qualificados e aqueles que praticassem negligência médica".
Em França, as ordens profissionais mais antigas são as Barras (em francês: Barreau, em inglês: Bar association), designação comum em muitos países para as ordens dos advogados (e que no sistema anglo-saxónico também inclui os barristas ou barristers), que foram criadas no século XVII e têm antecedentes ainda mais antigos (no ano de 1274). As ordens dos médicos são ainda mais antigas, apesar de que a Ordem dos Médicos em França tenha sido formalizada apenas em 1940 e após cinquenta anos de reivindicações. A da Bélgica foi criada em 1938, enquanto a sua homóloga do Quebeque, o Colégio dos Médicos do Quebeque (Collège des Médecins du Québec, CMQ), remonta a 1847.
Sob a pressão da Organização Mundial do Comércio, retransmitida pela União Europeia, algumas profissões liberais tendem a ser desreguladas, sendo vistas como obstáculos ao comércio livre. Por outro lado, muitos grupos de pressão propõem que certas profissões sejam supervisionadas por uma ordem profissional para uma melhor proteção do público. Para além disso, algumas associações profissionais reivindicam o estatuto de ordem profissional para demonstrar o seu profissionalismo e para se distinguirem das profissões não controladas pelo sistema profissional.
Uma ordem profissional é uma pessoa jurídica coletiva de direito privado, encarregada de uma missão de serviço público, criada por uma lei que define a sua função pública. Nos país que têm Ditadura, o seu estatuto e a sua missão são determinados por um decreto do Conselho de Ministros ou Governo ou autoridade equivalente. Nos países onde prevalece a Democracia e os Direitos Humanos são respeitados, o seu estatuto e a sua missão são livremente estabelecidos pela ordem profissional ao abrigo da Lei das Associações, um direito consagrado na Carta Internacional dos Direitos Humanos, pela qual todas as organizações sem fins lucrativos se podem constituir. Por conseguinte, todas as ordens cujos estatutos e missão foram estabelecidos por decreto governamental violam o direito internacional e devem fazer a revisão do seu estatuto e da sua missão utilizando o mecanismo previsto na Lei das Associações do seu país. É por isso que nos países mais democráticos as ordens profissionais são chamadas a constituir-se livremente como ONG e a partir dessa plataforma defender os direitos tanto de quem exerce a profissão como dos utilizadores, recebendo queixas daqueles que recebem os serviços de um profissional que não cumpre os requisitos ou normas estabelecidas pela referida ordem profissional.

## Missões
Uma ordem profissional pode desempenhar as seguintes funções:
- Regulamentação do acesso à profissão (verificação das qualificações profissionais, verificação da formação adequada, validação de diplomas e graus qualificativos) e o seu acompanhamento (manutenção dos registos de inscrição dos seus membros);
- Contribuição para a aprendizagem ao longo da vida ou, mais simplesmente, acompanhamento da obrigação de formação permanente ou formação contínua;
- Representação da profissão perante o poder público;
- Promoção da profissão através dos meios de comunicação e das escolas e universidades;
- Organização e regulação da concorrência entre os seus membros, de forma justa e equilibrada, não venal e respeitadora das regras deontológicas, procurando limitar, na medida do possível, as concentrações e as posições dominantes;
- Função judicial, com o Conselho Disciplinar, cujas decisões são susceptíveis de recurso aos tribunais administrativos, podendo estas decisões consistir em recomendações, advertências, repreensões, suspensão, exclusão, liquidação e em regime de administração ordinária, em caso de violação do Código Deontológico da profissão;
- Função arbitral para resolução de conflitos de interpretação relativos a acordos em matéria profissional entre um profissional e o utilizador dos seus serviços ou representante dos utilizadores servidos pelos seus atos profissionais com base nos documentos que defende, ou entre dois membros;
- De uma forma mais geral, o controlo do respeito das relações entre o profissional e o utilizador dos seus serviços ou representante dos utilizadores servidos pelos seus atos profissionais, na defesa do interesse geral.

Certamente que uma ordem não é um sindicato, mas não estão em oposição, antes se complementam perfeitamente, porque enquanto um sindicato defende apenas os interesses dos profissionais na sua relação com o empregador, a ordem profissional, através dos seus conselhos, defende os interesses de toda a profissão e toma medidas para aumentar o seu prestígio, reconhecimento social e melhorar a sua imagem pública.
Em relação à disciplina profissional, um Conselho Disciplinar de uma ordem pode certamente decidir sancionar um profissional e até mesmo desqualificá-lo e/ou expulsá-lo, em casos que justifiquem tal resolução, tal como quando um profissional demonstrou uma notória incompetência ou quando se envolveu em comportamentos graves contrários aos interesses da profissão ou à deontologia profissional, o que não é o caso dos sindicato. Ao contrário dos sindicatos, cujos poderes são estritamente regidos pelo direito privado, uma ordem profissional tem poderes de autoridade pública e é protegida por prerrogativas de direito público, que, entre outras coisas, lhe permitem tomar decisões administrativas válidas a nível nacional ou no território em causa.
No Canadá, na província do Quebeque, um órgão superior supervisiona o bom funcionamento de cada uma das ordens: a Agência de Profissões do Quebec (Office des Professions du Québec).